# Rolling Hills (Kalifornija)
Rolling Hills je grad u američkoj saveznoj državi Kalifornija. Prema popisu stanovništva iz 2010. u njemu je živjelo 1.860 stanovnika.